# Sabine Brincker
Sabine Brincker es una deportista de la RDA que compitió en remo como timonel.
Ganó dos medallas de oro en el Campeonato Mundial de Remo, en los años 1974 y 1975, y una medalla de plata en el Campeonato Europeo de Remo de 1973.

## Palmarés internacional
| Campeonato Mundial | Campeonato Mundial       | Campeonato Mundial | Campeonato Mundial |
| Año                | Lugar                    | Medalla            | Prueba             |
| ------------------ | ------------------------ | ------------------ | ------------------ |
| 1974               | Lucerna (Suiza)          | Medalla de oro     | Ocho con timonel   |
| 1975               | Nottingham (Reino Unido) | Medalla de oro     | Cuatro con timonel |
| Campeonato Europeo |                          |                    |                    |
| Año                | Lugar                    | Medalla            | Prueba             |
| 1973               | Moscú (URSS)             | Medalla de plata   | Ocho con timonel   |